# Patalene amytisaria
Patalene amytisaria là một loài bướm đêm trong họ Geometridae.